# 알서포트
알서포트(RSUPPORT)는 서형수가 창립한 대한민국의 소프트웨어 회사이다. 또한 2001년에 설립하여 네이트온 원격제어 프로그램 및 리모트콜, 리모트뷰, 모비즌 등 원격지원 솔루션을 개발했다. 그리고 알서포트는 일본 원격분야 점유율 70%로 아시아 마켓 1위를 달성하며

일본 최대 통신사인 NTT도코모(대표 가토 카오루)로부터 1400만달러(약 150억원) 투자 유치 받았다.

2013년에는 동영상 녹화, 편집 프로그램등을 출시하였다. 2014년 1월 코스닥에 상장했다.

## 회사 연혁
- 2001.11 알서포트(주) 법인 설립
- 2002.04 고객PC 원격지원 시스템 출시
- 2003.10 한국,일본 특허획득: 웹과 아이콘을 이용한 원격제어 시스템
- 2004.07 100대 우수특허 제품 대상 수상(특허청), RemoteCall 3.0
- 2006.02 RemoteCall 4.0 제품, Good Software 품질인증 획득
- 2006.06 RemoteView for Mobile 서비스 출시
- 2007.01 특허획득: 에이알에스와 인터넷을 이용한 컴퓨터 원격제어 방법
- 2007.01 RemoteCall 4.0 신소프트웨어 대상 수상 (정보통신부 장관상)
- 2008.09 신제품 3종 (RemoteCall 5.0, RemoteHelp, RemoteSales) 베타버전 출시
- 2010.04 글로벌 10대 소프트웨어 스타기업 선정 (KOTRA)
- 2011.02 RemoteCall + mobile pack 출시
- 2011.04 일본 특허획득: 아이콘 암호를 이용한 인증방법
- 2011.11 RemoteView Season II 제12회 대한민국소프트웨어대상 상품상 부문 대통령상 수상
- 2012.02 Mobizen 런칭
- 2012.03 RemoteKVM 출시
- 2012.11 '모비즌(Mobizen)' 뉴미디어대상 소프트웨어부문 대상 수상
- 2012.12 제49회 무역의 날 대통령상 표창
- 2013.02 모바일 R&D 센터 설립
- 2013.03 The Premier enterprise Conference & Expo 참가
- 2014.01 코스닥 상장
- 2014.09 RemoteView 5.3 출시
- 2014.11 RemoteCall 6.0 출시

## 주요 제품
- 모비즌
- 리모트콜
- 리모트뷰
- 리모트KVM
- 라이트캠
- 콜라박스
- 리모트BOX
- 리모트WOL